# Julij Kwicynski
Julij Aleksandrowicz Kwicynski (ros. Юлий Александрович Квицинский, ur. 28 września 1936 w Rżewie, zm. 3 marca 2010 w Moskwie) – radziecki i rosyjski dyplomata i polityk, współautor doktryny Falina-Kwicińskiego.

## Życiorys
Prawnuk powstańca styczniowego, 1959 ukończył Moskiewski Państwowy Instytut Stosunków Międzynarodowych, 1959-1964 pracował w Ambasadzie ZSRR w NRD, 1965-1977 pracownik Wydziału III Europejskiego Ministerstwa Spraw Zagranicznych ZSRR. 1978-1980 radca-pełnomocnik Ambasady ZSRR w RFN, 1981-1985 kierownik delegacji na pertraktacje z USA o redukcji arsenału nuklearnego w Genewie, od 15 kwietnia 1986 do 21 maja 1990 ambasador nadzwyczajny i pełnomocny ZSRR w RFN. 1990-1991 wiceminister i I wiceminister spraw zagranicznych ZSRR. 1997-2003 ambasador nadzwyczajny i pełnomocny Rosji w Norwegii, od 2003 deputowany do Dumy Państwowej 3, później 4 kadencji, członek Frakcji KPFR.

## Odznaczenia
- Order Rewolucji Październikowej
- Order Czerwonego Sztandaru Pracy
- Order Przyjaźni Narodów

Medale ZSRR i ordery norweskie i NRD-owskie.